# Galerie de Nemours
La galerie de Nemours est une voie du 1er arrondissement de Paris, en France.

## Situation et accès
La galerie de Nemours est une voie située dans le 1er arrondissement de Paris. Elle débute rue Saint-Honoré et se termine galerie du Théâtre-Français.

## Origine du nom

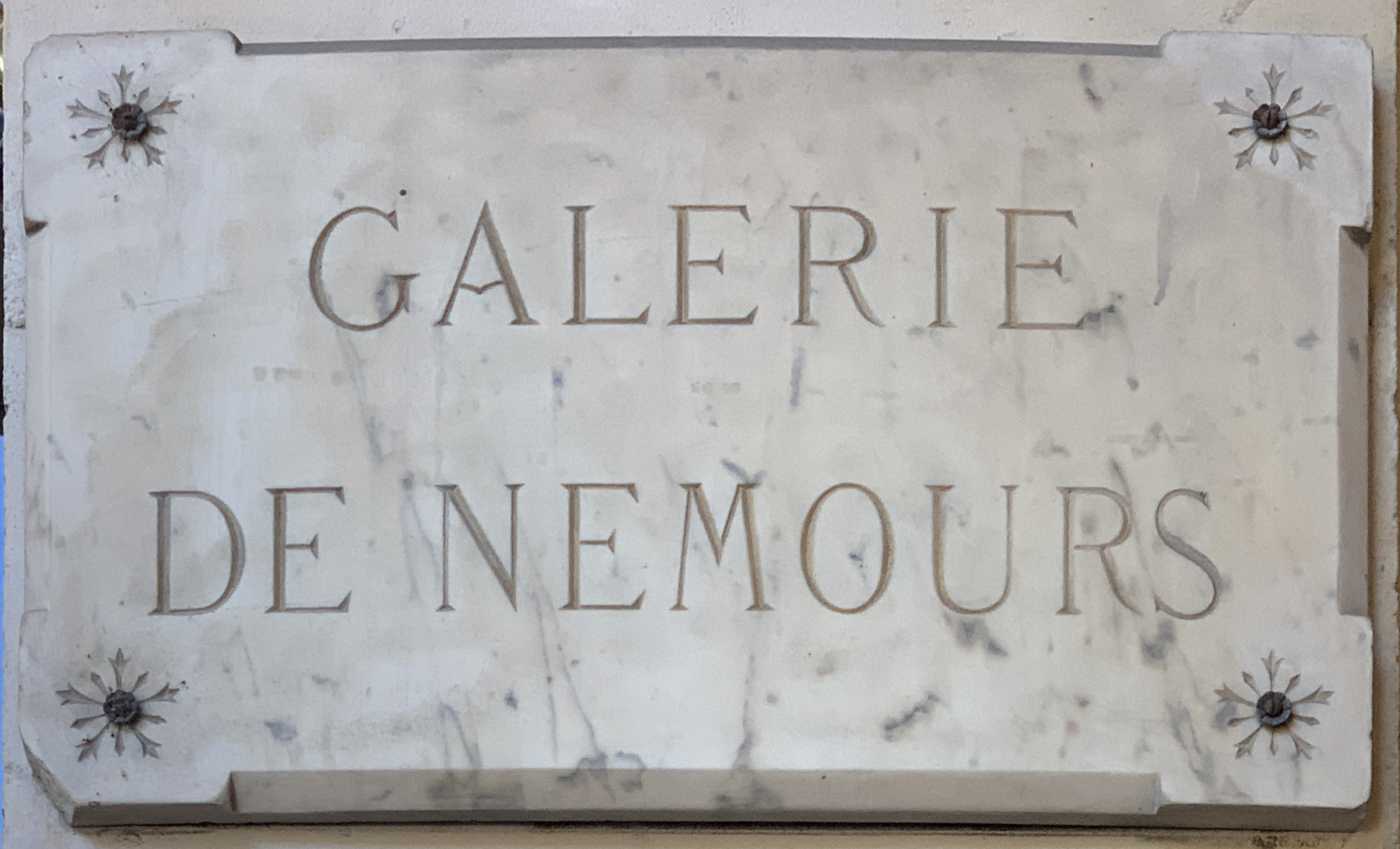
Plaque de la galerie.

Elle porte le nom du prince Louis d'Orléans, duc de Nemours (1814-1896), fils de Louis-Philippe, qui passa une grande partie de sa vie en exil.

## Historique
Durant les Trois Glorieuses, la voie fut le théâtre d'affrontement entre les insurgés et la troupe.

## Pour approfondir